# Tegelbryum
Tegelbryum (Bryum wrightii) är en bladmossart som beskrevs av Sullivant 1859. Tegelbryum ingår i släktet bryummossor, och familjen Bryaceae. Enligt den finländska rödlistan är arten starkt hotad i Finland. Enligt den svenska rödlistan är arten sårbar i Sverige. Arten förekommer i Nedre Norrland. Artens livsmiljö är kalkklippor och kalkbrott. Inga underarter finns listade i Catalogue of Life.